# Micro-édition
La micro-édition désigne des pratiques d'édition spontanées et à toute petite échelle, ce qui les distingue de l'édition à moyenne et grande échelle, et de la petite édition. La micro-édition pratique des tirages moins importants. Pour la plupart, les éditions de micro-édition sont fabriquées de manière artisanale (couverture et reliure etc) ce qui prend énormément de temps. C'est pourquoi elle fonctionne sur très peu d'impressions. Son faible tirage n'est pas un désavantage pour autant. Cela permet aux éditeurs de laisser place à leur créativité sur la confection de l'objet ainsi qu'au niveau du contenu. Cela permet aussi une liberté éditioriale permettant d'explorer des formes nouvelles ou uniques telles que des livres d'artistes, livres-objets ou encore des revues conceptuelles. La micro-édition englobe différents domaines comme la poésie, la fiction ou encore l'actualité. Chaque personne peut décider de réaliser son propre objet éditorial, que ce soit sur un sujet personnel ou inexistant. Cela ne nécessite pas un moyen financier très élevé. De plus, cela permet à tout un chacun de s'exprimer comme il le souhaite et de le partager.

## Histoire

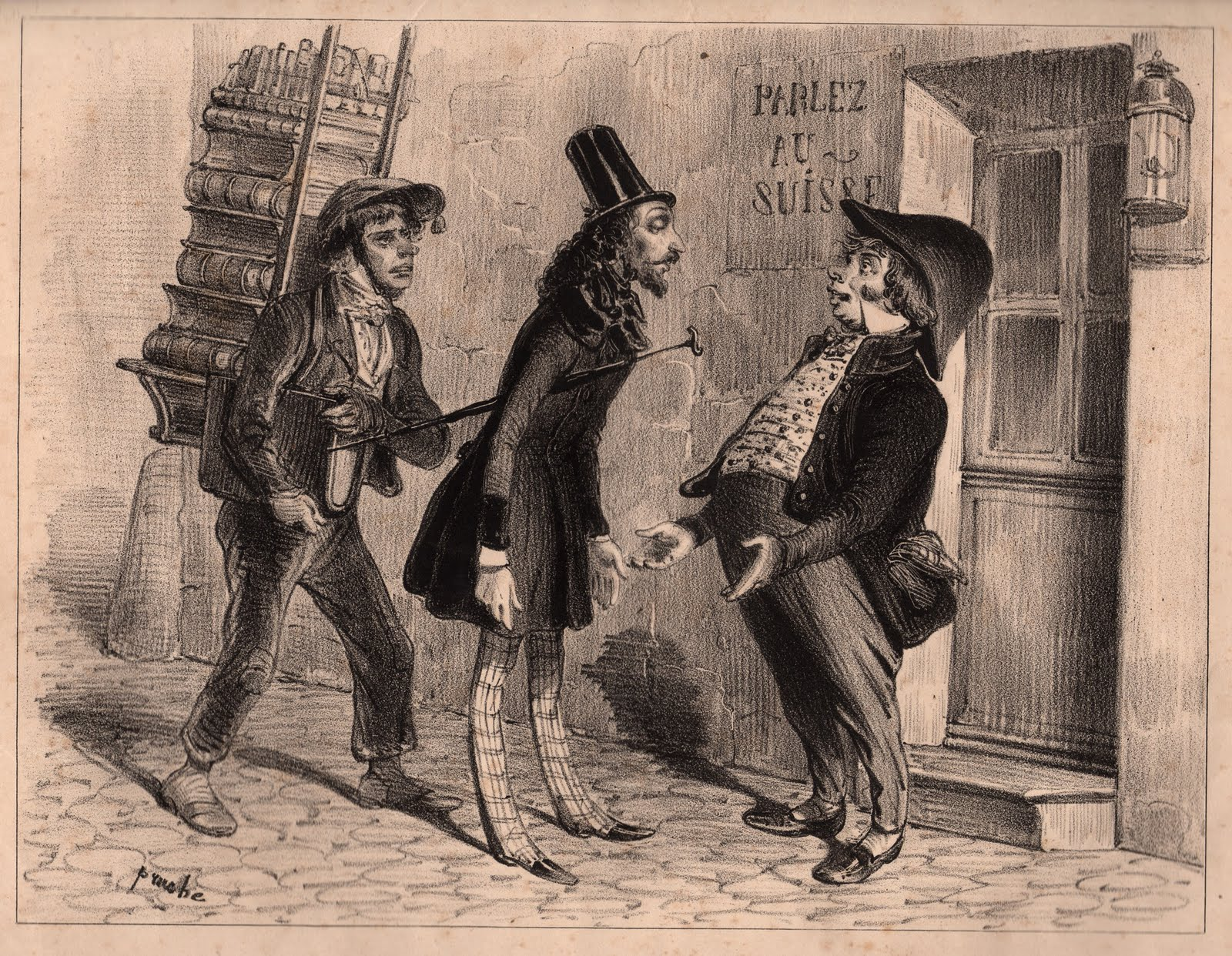
Le Colporteur. Gravure signée "Pruche" (cir. 1840's), publiée dans Le Charivari ou La Caricature

Au XIXe siècle, la littérature de colportage se développe. C'est un  moyen de distribution de publications, de livres et de traités religieux par des transporteurs appelés "colporteurs".  Le colportage est devenu courant en Europe avec la distribution de tracts et de livres religieux pendant les controverses religieuses de la Réforme. Outre les œuvres controversées, les colporteurs itinérants  ont également diffusé des éditions très peu coûteuses, des œuvres populaires du jour à une population rurale, de plus en plus alphabétisée qui n’avait guère accès aux librairies des villes. C'était le début des micro-éditions.   
La micro-édition se développe par la suite, dans les années 1960 aux États-Unis, au cœur de la culture underground et DIY ( Do it yourself ) initiée par la publication de fanzines, durant un boom économique et culturel. Bien que chez les Dadas, au Bauhaus ou encore chez les Futuristes, la notion de micro-édition était déjà présente. Elle est portée essentiellement par les « sub-cultures», la science-fiction, la contestation de droite comme de gauche, les libertés sexuelles venues des années 70, les mouvements hippie, punk, ou encore le graphzine échappé des années 80. Elles représentent les auteurs les plus méconnus du milieu du livre.  
Les micro-éditeurs constituent de ce fait, des structures indépendantes qui prendront de l'ampleur dans l’espace éditorial, demeurant méconnus du grand public et des institutions. La micro-édition se développe ainsi dans l’ombre de la grande scène éditoriale et permet de bousculer les codes traditionnels. Elle se démarque grâce à différents styles d'écritures, d'illustrations ou encore de mise en page. C'est pourquoi les artistes vont s'en emparer pour profiter de sa liberté,  en renversant et ignorant toutes règles. Cela offre un espace fertile où une multitude de choses étranges émergent. Cela permet également l'évolution de la société.

## Impression

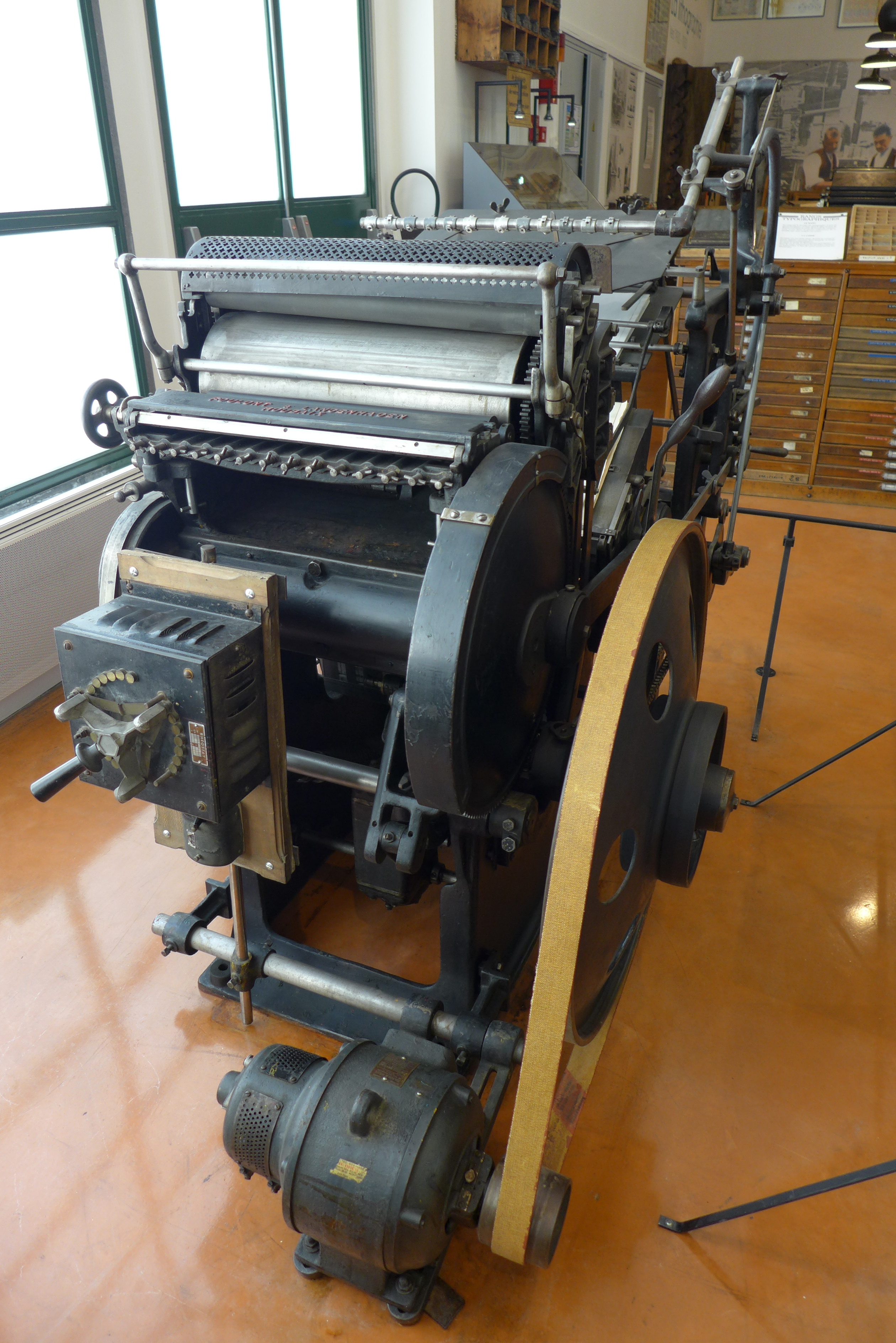
Imprimante ancienne provenant du Musée du cartonnage et de l'imprimerie de Valréas dans le Vaucluse - France.

Afin de conclure la réalisation d'une micro-édition, l'auteur de celle-ci devra se diriger vers un imprimeur. Il existe les petites presses (Small press), qui ne doivent pas être confondues avec l'édition à compte d'auteur appelé aussi péjorativement "presses à vanité". Celles-ci acceptent n'importe quel projet, en revanche elles exigent généralement un paiement des auteurs ou un achat minimal de copies. A contrario, les petites presses réalisent leurs bénéfices en vendant les livres aux consommateurs plutôt qu'en vendant des services aux auteurs. 
Les petites presses sont des éditeurs qui participent à la sélection du livre, à la commercialisation et à la distribution. Ils établissent un contrat avec l'auteur, permettant d'autoriser à vendre le livre. De plus, les éditeurs possèdent une copie de l'ouvrage mais ne bénéficient pas des droits d'auteur sur le livre lui-même. 
Il subsiste une autre possibilité : les imprimeurs. Ceux-ci ne font qu'imprimer un livre et offrent parfois une distribution limitée, si l'auteur désire une impression à la demande.